# Masalani
Masalani – miasto w Kenii, w hrabstwie Garissa, na wschodnim brzegu rzeki Tana. Liczy 43,6 tys. mieszkańców. 